# Hooglandia
Hooglandia es un género monotípico de planta fanerógama perteneciente a la familia Cunoniaceae. Su única especie: Hooglandia ignambiensis, es originaria del Monte Ignambi ubicado en la Provincia del Norte, Nueva Caledonia, al SW de Tchambouenne, a una altitud de 1150 metros.

## Taxonomía
Hooglandia ignambiensis fue descrita por McPherson & Lowry  y publicado en Annals of the Missouri Botanical Garden 91(2): 261–264, f. 1. 2004[2004].